# Arnold Emile Mansfeldt
Arnold Emile Mansfeldt (Breda, 27 oktober 1811 - Den Haag, 6 juli 1894) was een Nederlands militair en hoveling. Hij kwam op 3 januari 1839 in dienst als luitenant van het Regiment Grenadiers en Jagers. Hij beëindigde de dienst als luitenant-generaal à la suite.

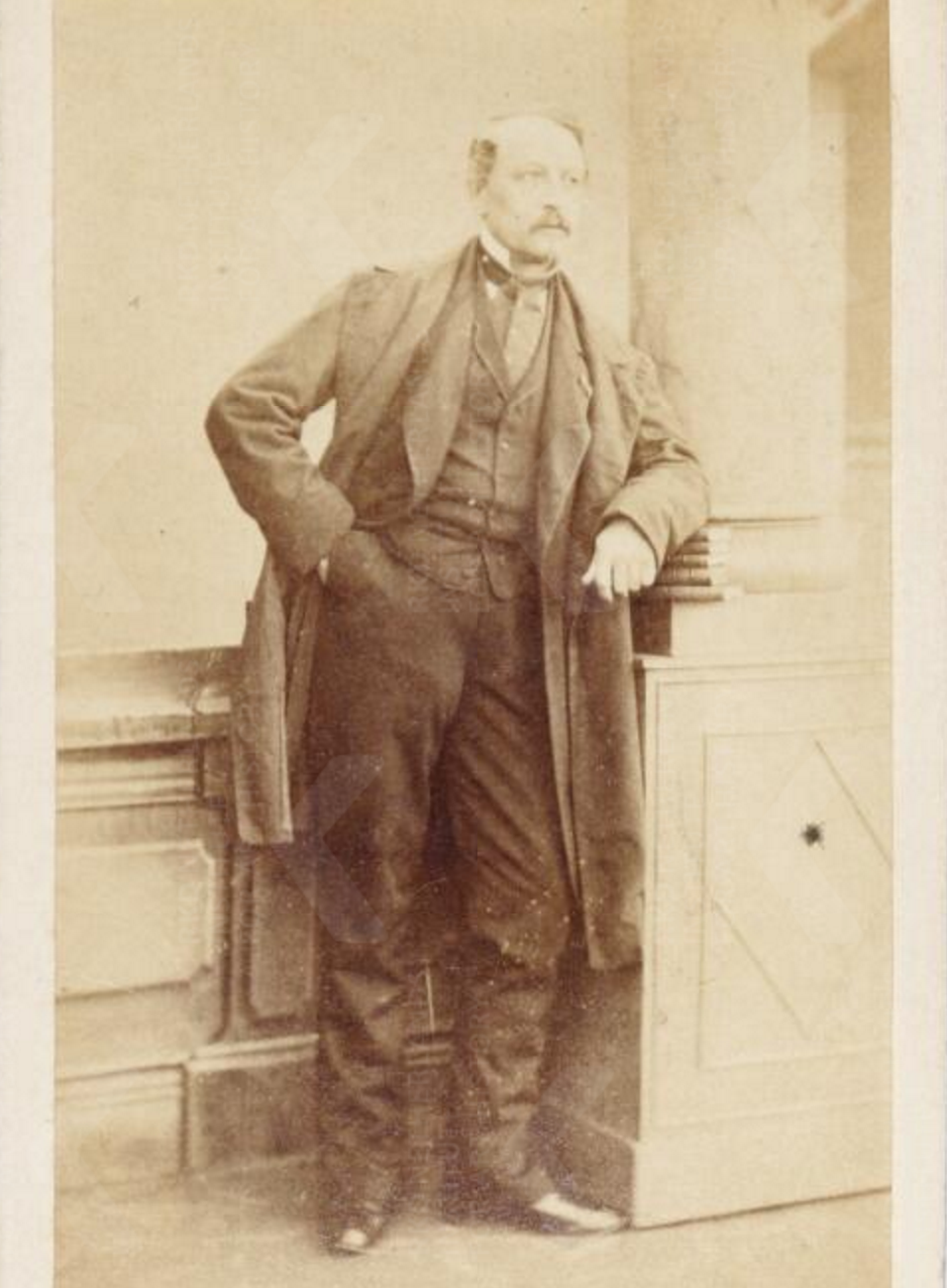
Arnold Emile Mansfeldt

Op 6 maart 1853 werd Mansfeldt adjudant van koning Willem III der Nederlanden. Hij werd door koningin-regentes Emma aangezocht voor de vertrouwensfunctie van archivaris van het pas ingestelde Koninklijk Huisarchief.
Hij was een van de weinigen die alle graden in de Orde van de Eikenkroon heeft bezeten. Hij werd ridder in 1849, officier in 1858, commandeur in 1860, commandeur met Ster in 1873 en grootkruis op 28 januari 1886.